# Ulrike Zeuch
Ulrike Zeuch (* 3. Januar 1963 in Düsseldorf) ist eine deutsche Germanistin.

## Leben
Von 1982 bis 1987 studierte sie Germanistik, Polonistik und Klassische Philologie. Seit 1987 war sie wissenschaftliche Hilfskraft an der Universität Mainz. Seit 1990 hat sie Lehraufträge an der Universität Mainz. Von 1993 bis 1995 hatte sie ein DAAD-Lektorat in Osaka. Seit 1995 hat sie Lehraufträge an der FU Berlin und Göttingen. Von 1995 bis 2010 war sie wissenschaftliche Angestellte an der Herzog August Bibliothek. 1998/1999 vertrat sie Lehrstühle NDL an der Universität Göttingen. Seit 1998 nimmt sie die venia für NDL an der Universität Hamburg wahr. 2002 vertrat sie die Professur in Erfurt für NDL. Seit 2003 nimmt sie die venia für NDL an der Universität Göttingen wahr. Seit 2009 hat sie Lehraufträge an der Universität Zürich NDL. Seit 2010 ist sie Lehrbeauftragte an Mittelschulen für Deutsch und Latein. Seit 2010 nimmt sie die Venia für NDL an der Universität Zürich wahr. Im April 2017 wurde sie zur Titularprofessorin ernannt.
Ihre Schwerpunkte sind Wahrnehmungstheorie und Ästhetik seit der frühen Neuzeit bis 1800, Ethik und Literatur, Literaturtheorie, kulturelle Übersetzung: Reiseberichte seit der Frühen Neuzeit, Wissenschaftsgeschichte (Aristotelismus, historia literaria) und Sprachphilosophie.

## Schriften (Auswahl)
- Das Unendliche – Höchste Fülle oder Nichts? Zur Problematik von Friedrich Schlegels Geist-Begriff und dessen geistesgeschichtlichen Voraussetzungen. Würzburg 1991, ISBN 3-88479-624-0.
- Umkehr der Sinneshierarchie. Herder und die Aufwertung des Tastsinns seit der frühen Neuzeit. Tübingen 2000, ISBN 3-484-63022-1.
- als Herausgeberin mit Hans Adler: Synästhesie. Interferenz – Transfer – Synthese der Sinne. Würzburg 2002, ISBN 3-8260-2244-0.
- als Herausgeberin mit Jörg Schönert: Mimesis – Repräsentation – Imagination. Literaturtheoretische Positionen von Aristoteles bis zum Ende des 18. Jahrhunderts. Berlin 2004, ISBN 3-11-017758-7.